# ザンダー・ファーガソン
ザンダー・ファーガソン（Zander Fagerson、1996年1月19日 - ）は、ユナイテッド・ラグビー・チャンピオンシップ、グラスゴー・ウォリアーズに所属するラグビーユニオン選手。

## プロフィール
- スコットランド・パース出身。
- ポジションはプロップ(PR)。
- 身長 186cm、体重 126kg
- 弟のマットもラグビー選手[1]で現在チームメイト。
- U20スコットランド代表に選ばれた[2]。
- スコットランド代表キャップは54（2022年12月現在）でラグビーワールドカップ2019のスコットランド代表に選ばれた[3]。
- ブリティッシュ・アンド・アイリッシュ・ライオンズに選ばれたことがある[4]。

## 略歴
2014年、グラスゴー・ウォリアーズに加入。 